# Galatella
Galatella (Galatella Cass.) – rodzaj roślin nasiennych z rodziny astrowatych. Obejmuje 31 gatunków (licząc razem z włączonymi tu gatunkami z rodzaju Crinitina). Zasięg rodzaju obejmuje niemal całą Europie i Azję (bez strefy tropikalnej tego kontynentu), poza tym północno-zachodnią Afrykę. W Polsce rodzaj reprezentowany jest przez jeden gatunek – ożotę zwyczajną G. linosyris (syn. Linosyris vulgaris, Aster linosyris).

## Morfologia
PokrójRośliny zielne (byliny) z kolankowatym kłączem oraz półkrzewy. Pędy wzniesione, rozgałęzione lub nie, nagie lub owłosione, także szorstko i gruczołowato.
LiścieSiedzące, równowąskie, całobrzegie, często podwinięte na brzegu.
KwiatyZebrane w koszyczki, a te z kolei zwykle tworzą baldachogroniaste kwiatostany złożone, rzadko są pojedyncze. Okrywy koszyczków są półkuliste do walcowatych, ich listki wyrastają zwykle w 3–5 rzędach, mają kształt od jajowatego do szydlastego, czasem są obłonione na brzegu. Dno kwiatostanowe mniej lub bardziej wypukłe. Zewnętrznych w koszyczku kwiatów języczkowych brak lub występują w liczbie kilku–kilkunastu. Wewnątrz koszyczka występują żółte kwiaty rurkowate w liczbie od kilku do 40–60, kształtu walcowatego do dzwonkowatego, z łatkami lancetowatymi.
OwoceNiełupki jajowate do równowąskich, z ośćmi puchu kielichowego białymi do różowawych.

## Systematyka
Rodzaj Galatella należy do podplemienia Asterinae plemienia Astereae podrodziny Asteroideae w obrębie rodziny astrowatych Asteraceae.
Rośliny tu zaliczane były włączane do rodzaju aster Aster w jego tradycyjnym, szerokim ujęciu (dominującym do lat 90. XX wieku). Podobieństwo morfologiczne okazało się jednak mylące, ponieważ spowodowało skupienie w jednym rodzaju gatunków często odlegle spokrewnionych. Rodzaj Galatella łączony jest z siostrzanym rodzajem Crinitina. Siostrzanym rodzajem dla nich jest rodzaj Tripolium. Cała ta grupa jest z kolei siostrzana względem podplemienia Bellidinae (obejmującego m.in. rodzaj stokrotka Bellis). Rodzaje Chamaegeron i Lachnophyllum są siostrzane dla kladu Tripolium-Galatella-Bellidinae. Cała ta grupa jest częścią gradu obejmującego Astereae z południowej półkuli (m.in. Olearia), klad z rodzajami głównie północnoamerykańskimi (np. nawłoć Solidago, konyza Conyza, przymiotno Erigeron i spokrewnione z nimi rodzaje wyodrębnione z dawnego rodzaju Aster, takie jak np. Symphyotrichum czy Eurybia) i w końcu grupę identyfikowaną jako rodzaj aster Aster w wąskim ujęciu. 
Wykaz gatunków:

- Galatella albanica Degen
- Galatella altaica Tzvelev
- Galatella amani (Post) Grierson
- Galatella anatolica Hamzaoglu & Budak
- Galatella angustissima (Tausch) Novopokr.
- Galatella aragonensis Nees
- Galatella bectauatensis Kupr. & Koroljuk
- Galatella biflora (L.) Nees
- Galatella cana (Waldst. & Kit.) Nees
- Galatella chromopappa Novopokr.
- Galatella chulbairica Tulyag.
- Galatella coriacea Novopokr.
- Galatella cretica Gand.
- Galatella crinitoides Novopokr.
- Galatella dahurica DC.
- Galatella divaricata (M.Bieb.) Novopokr.
- Galatella fastigiiformis Novopokr.
- Galatella hauptii (Ledeb.) Lindl. ex DC.
- Galatella hissarica Novopokr.
- Galatella linosyris (L.) Rchb.f. – ożota zwyczajna
- Galatella litvinovii Novopokr.
- Galatella malacitana Blanca, Gavira & Suár.-Sant.
- Galatella polygaloides Novopokr.
- Galatella regelii Tzvelev
- Galatella saxatilis Novopokr.
- Galatella scoparia (Kar. & Kir.) Novopokr.
- Galatella sedifolia (L.) Greuter
- Galatella × sublinosyris Tzvelev
- Galatella × subtatarica Tzvelev
- Galatella × subvillosa Tzvelev
- Galatella tatarica (Less.) Novopokr.
- Galatella tianschanica Novopokr.
- Galatella × tzvelevii Vasjukov & Saksonov
- Galatella villosa (L.) Rchb.f.
- Galatella villosula Novopokr.